# 横道坊主
横道坊主（おうどうぼうず）は長崎県出身のロックバンドである。バンド名は長崎の方言で「悪ガキ」という意味。1984年4月1日結成。1989年東芝EMIよりメジャーデビュー。

## メンバー
- 中村義人（なかむらよしと、1964年2月15日 - ） ボーカル・ギター・ハープ。長崎県長崎市出身。
- 今井秀明（いまいひであき、1963年4月8日 - ） ギター・ボーカル。長崎県長崎市出身。
- 永渕英男（ながぶちひでお、1976年5月21日 - ） 2018年12月29日を以て正式加入。ベース・コーラス。佐賀県佐賀市出身。
- 黒田慎一郎（くろだしんいちろう、1976年1月23日 - ） 2018年12月29日を以て正式加入。ドラム・コーラス。千葉県千葉市出身

### 元メンバー
- 林田正樹（はやしだまさき、1963年5月21日 - ） ベース、ヴォーカル。長崎県長崎市出身。 1984年4月1日～1995年2月25日脱退。
- 梅本勝之進（うめもとかつのしん、1963年11月21日 - ）ドラム。長崎県長崎市出身。1984年4月1日～1995年2月25日脱退。
- 高橋ロジャー和久（たかはしろじゃーかずひさ、1961年9月12日 - ） ドラム。大阪府大阪市出身。1995年5月 - 1997年12月までサポートメンバーとして。
- 橋本潤（はしもとじゅん、1959年4月8日生まれ　兵庫県神戸市出身）ベース・コーラス。1997年5月正式加入。2014年4月14日[1]、病気療養中に死去。55歳没。
- 木谷秀久（きたにひでひさ、1970年3月11日 -  ）ドラム。福岡県久留米市出身。1998年8月10日正式加入。2018年3月31日脱退。

## ディスコグラフィー

### シングル
1. WICKED ANGEL（1990年5月30日）
2. TRASH SONGS（1991年5月2日）
3. I WANT…（1993年1月8日）
4. CRY（1993年4月7日）
5. 野良犬-月の酔う夜（1993年10月27日）
6. Waltz（1993年12月1日）
7. 夏の日の少年（1994年2月23日）
8. カケアガル（2005年4月16日）
9. 明日はどっちだ!!!（2007年9月12日）
10. ブースト（2009年4月1日）
11. breach（2018年4月7日）
12. day for a day（2019年3月31日）
13. Crush（2022年4月18日）

### オリジナル・アルバム
1. DIRTY MARKET（1989年6月21日）
2. CRACK（1989年10月25日/2006年8月23日）
3. ROUGH ROCKS（1990年6月27日）
4. TRASH IT!（1991年6月14日）
5. 横道坊主（1993年3月3日）
6. BIRTH（1995年11月1日）
7. MIND the GAP（1996年10月25日）
8. burlesque（1996年10月31日）
9. BReATHe（1997年10月25日）PANTAプロデュース
10. Happy!（1999年5月12日）
11. がむしゃら（2000年10月13日）
12. リサイクル（2001年8月29日）セルフカバーアルバム
13. 紅蓮（2002年4月17日）
14. ゼロ（2003年5月21日）
15. 叫拳-kyowken-（2003年7月16日）
16. BAD BOOSTER（2005年6月22日）
17. DICE（2006年7月26日）
18. BAD TIMES, GOOD TIMES（2007年12月5日）
19. 悲しみ 月 そして希望（2013年3月6日）
20. ハカイトサイセイ／フラワー TRIBUTE EDITIN(2014年10月23日)
21. UNDER the U.K」-Digital remastering-(2019年9月14日)

### ライブ・アルバム
1. LIVE innocence（1998年3月18日）
2. LIVE!RECYCLE（2002年5月10日）
3. 情熱ライブ!（2003年3月19日）

### ベスト・アルバム
1. THE BEST～1989-1994〜（1997年4月16日）
2. 傷痕 THE BEST 1995-1999（2000年3月25日）
3. 横道魂 -THE COMPLETE BEST 1989〜2004-（2004年4月1日）
4. 「Dragon High」〜25th Anniversary Best Selection PLUS（2009年10月7日）
5. 「GOLDEN ☆ BEST」【EMI YEARS】EMI盤（2010年12月8日）
6. 「GOLDEN ☆ BEST」【KITTY YEARS】ユニバーサル盤（2010年12月8日）

### VIDEO/DVD
1. 「Live is not over」(VHS)(DVD)（1998年3月18日）(2009年4月1日)
2. 「Howling!!!」(VHS)(DVD)（2000年4月6日）(2009年4月1日)
3. 「情熱ライブ! in 博多」(VHS)(DVD)（2003年3月21日）(2009年4月1日)
4. 「ODBZV3050219」(DVD)（2005年6月22日）
5. 「渋谷 THE GOOD TIMES!!」(DVD)（2008年3月9日）
6. 「25周年祭」～25th ANNIVERSARY LIVE@SHIBUYA O-WEST(DVD)(2009年9月12日)
7. 「1989-1994 ～25th ANNIVERSARY TOUR Vol.1」(DVD)(2010年1月31日)
8. 「1995-2000 ～25th ANNIVERSARY TOUR Vol.2」(DVD)(2010年7月31日)
9. 「1989-1994～25th ANNIVERSARY TOUR 外伝」(DVD)(2011年2月13日)
10. 「ODD PARTY 1920」」(Blu-ray)(2020年11月21日)

## タイアップ一覧
| 使用年 | 曲名                 | タイアップ                                                     | 収録作品（初出）                  |
| ------ | -------------------- | -------------------------------------------------------------- | --------------------------------- |
| 1993年 | CRY                  | TBS系『突然バラエティー速報!!COUNT DOWN100』エンディングテーマ | シングル「CRY」                   |
| 1993年 | VIETNAM              | タカラ スーパーファミコン用ゲームソフト「餓狼伝説2」CMソング   | シングル「CRY」                   |
| 2000年 | がむしゃらのブルース | WOWOW「NHL アイスホッケー」CMソング                            | アルバム「がむしゃら」            |
| 2007年 | 明日はどっちだ!!!    | 東宝配給映画『クローズZERO』挿入歌                             | シングル「明日はどっちだ!!!」     |
| 2007年 | GO!GO!               | 東宝配給映画『クローズZERO』挿入歌                             | シングル「明日はどっちだ!!!」     |
| 2007年 | ツキヒカリ           | 東宝配給映画『クローズZERO』挿入歌                             | アルバム「BAD TIMES, GOOD TIMES」 |
| 2009年 | ブースト             | 東宝配給映画『クローズZERO II』挿入歌                          | シングル「ブースト」              |
| 2009年 | 終わらない悲しみよ   | シュワルツコフヘンケル「メンズフレッシュライト」CMソング       | シングル「ブースト」              |

## メディア出演

### 映画
- ザジ ZAZIE - 中村義人出演 ※主演・ザジ（赤木雅志） 役。横道坊主として音楽も担当。

### ラジオ
- MIDNIGHT SPECIAL（NACK5：1988年10月 - 1990年3月） - 中村義人